# Acer stachyophyllum
Acer stachyophyllum är en kinesträdsväxtart som beskrevs av William Philip Hiern. Acer stachyophyllum ingår i släktet lönnar, och familjen kinesträdsväxter. Inga underarter finns listade i Catalogue of Life.